# ヤン・シックスの肖像
『ヤン・シックスの肖像』（ヤン・シックスのしょうぞう、蘭: Portret van Jan Six、英: Portrait of Jan Six）は、17世紀オランダ絵画黄金時代の巨匠レンブラント・ファン・レインが1654年にキャンバス上に油彩で制作した絵画である。モデルの人物ヤン・シックスの子孫に代々継承されてきたこの肖像画は、現在もアムステルダムのシックス・コレクションに所蔵されている。レンブラントによる肖像画中、最高傑作のうちに数えられる1点である。

## 人物
この見事な肖像画のモデルであるヤン・シックス (1618-1700年) は、16世紀の終わりにフランスからアムステルダムに逃れてきた高貴なユグノー一家の出身であった。彼は布地貿易と絹染で大きな財産を築き、アムステルダムの市政に参画するまで一家の事業に携わっていた。1691年には、アムステルダム市長にもなっている。彼はとりわけ詩に関心を持ち、詩や演劇の著作を出版した。また、オランダとイタリアの美術品を熱心に集め、1640年に長期の滞在をしたイタリアを含め、広く旅行をした。
シックスは数々のレンブラントの絵画を所有していたが、その中にはグリザイユで描かれた『洗礼者聖ヨハネの説教』 (ベルリン絵画館) も含まれていた。2人の間柄は、単なる顧客と芸術家のものというよりは友情の関係であった。レンブラントはシックスの著作のためにエッチングを制作しており、同様にエッチングでシックスが窓際で読書をする姿の肖像も制作している。前景に書物と写本があり、壁に絵画が掛かっているその肖像画は、シックスを詩人、美術品収集家として表したものである。

## 作品
本作は粗削りな素描様式で描かれている。赤い衣服や房飾のついた手袋は、触れることができそうなほど近くに見える。赤いウール地やきらめく真鍮のボタンや白い袖口が実物ではなく、絵具によって再構成されたものであることを鑑賞者にはっきりと意識させる。こうした大胆で大まかな筆さばきは、レンブラントのほかの作品には見られないものである。

本作は、1915年に研究者ホフステーデ・デ・フロートにより以下のように記述されている。
712番。ヤン・シックス (1618-170年)。美術史家ジョン・スミス329番。ヴィルヘルム・フォン・ボーデ6番。ウジェーヌ・デュトュイ 228番。アルフレッド・フォン・ヴルツバッハ348番。ホフステーデ・デ・フロート371番。半身以上の像。等身大。彼は頭部をわずかに右肩に傾げ、やや左側を向いて立っており、顔全体を見せて画面外をまっすぐに見つめている。彼は外出しようとするところである。長く、赤らんだ金髪の上に大きな黒いフェルト帽を被っており、右手で片方の手袋を持ち、もう片方の手袋を左手に引き寄せている。彼は、黄色いボタンのついた明るい灰色のコートを纏っている。左肩の上からは、カラーと金糸の縁取りのある、短く、明るい赤色の服が垂れ下がっている。簡素なカラーと折り目のある手首飾りを着けている。暗い灰色の背景。光は左上から人物像の全体を照らし出している。1654年に描かれた。制作年は、ヤン・シックスが書いた二行詩からわかる。 
AonlDas qVI sVM tenerls VeneratVs ab annls 
TaLIs ego lanVs SIXIVs ora tVLI.

大文字のM, D, L, X, V, Iは合わせて1654年を意味する。キャンバス、縦44 と1/2インチ、横40と1/2インチ。J. W. Kaiserによりエングレービング化。P. J. Arendzenによりエッチング化。Van SomerenのW・ステーンリンク (W. Steelink) により『Oude Kunst in Nederland』で言及。デブタン (Desboutin) により言及。カレル・フォスマールの著作273, 556頁で言及。ボーデの著作532, 558頁で言及。デュトュイの著作54頁で言及。フランソワ・エミール・ミシェルの著作452, 565 [351-3, 440]で言及。ホフステーデ・デ・フロートの『Urkunden』で151番。ヤン・シックス教授の『Oud Holland』11巻 (1893年) で156番。モース (Moes) の著作で7228, 4番。1872年と1900年にアムステルダムで127番として展示。モデルのために描かれ、以来、彼の子孫に継承されている。アムステルダムのヤン・シックスのコレクション蔵。

ホフステーデ・デ・フロートはまた、著作の冒頭で、本作はレンブラントによる最も優れた6点の肖像画中の1点であると述べている。
オルレルス (Orlers) が早くも1641年に述べているように、レンブラントが17世紀の最も偉大な画家の1人になった時、彼に肖像を描いてもらおうとする人々は彼に嘆願しなければならず、彼は人々の言うとおりにするのではなく、自分の条件を押し付けることができた。彼は、モデルの人物たちに自身にとって最も美しく見えるような照明を当てた。彼は、自身にとって適切だと思うような方法で彼らに衣装を着させ、取るべきポーズを指示し、制作の仕上げの程度を決定することができた。 
外的な阻害要因一切から自由に、彼は創造することができたのである。彼は、もはやモデルの完全な似顔を確実に描くということは目指していなかった。かくして、ウェストミンスター公爵のコレクションにある夫妻像 (748番、864番)、元来、ベンジャミン・アルトマンのコレクションにあったメトロポリタン美術館 (ニューヨーク) の夫妻像 (755番、869番)、カッセル (Cassel)  の『ニコラース・ブライニンフ (Nicolaes Bruyningh)』 (628番)、そして何よりも、すべての肖像画中おそらく最良で最も表現力に満ちたアムステルダムの『ヤン・シックス』 (712) などの傑作が生みだされたのである。